# De nozellarven
Tom Poes en de nozellarven of kortweg De nozellarven is het 86ste verhaal uit de Bommelsaga, geschreven en getekend door Marten Toonder. Het verhaal verscheen voor het eerst op 20 oktober 1959 en liep tot 30 december van dat jaar.

## Samenvatting
Annemarie Doddel betrekt heer Bommel bij "hulp aan onderontwikkelde gebieden". Met Tom Poes gaat hij naar Drasgloom, midden in een mistig moeras. Daar wonen de nozellarven. Hen helpen blijkt een moeilijke taak te zijn. Heer Bommel laat een gebouw van 10 etages bouwen, maar dat zakt bijna geheel in het moeras. Uiteindelijk blijken de nozellarven ondankbaar en verdrijven de vreemdelingen.